# よじごじDays
『よじごじDays』（よじごじデイズ）は、テレビ東京で2017年4月3日から毎週月 - 金曜日の夕方に生放送されている関東ローカルの生活情報番組である。

## 概要
これまで、テレビ東京では三越の一社提供番組として、1983年5月2日から2012年9月28日まで『レディス4』、2012年10月1日から2017年3月31日まで『L4 YOU!』を放送してきたが、『L4 YOU!』をもって同社の一社提供番組を終了し、それに代わる生活情報番組として開始した。
メインパーソナリティーには、テレビ東京のアナウンサーを起用するほか、俳優・タレントらが曜日別でパーソナリティーを務める。また番組内では各所からの生中継が入ることがあり、その場合はテレビ東京のアナウンサーやジョイスタッフ所属のフリーアナウンサー、またはタレントがリポーターを務める。
本番組内では「よじごじジャパネット」としてジャパネットたかた本社がある長崎県佐世保市か支社のある東京都麻布のテレビスタジオから同社MCが生放送で商品を紹介している。
開始当初は『L4 YOU!』の末期（関東ローカル降格後）の放送時間と同じ毎週月 - 金曜日15:55 - 16:54であったが、2017年8月7日からは平日に限り、同月4日より15分前拡大となる、15:40 - 16:54に拡大した（月 - 金曜日が祝日と重なった場合は従前通り、ウイニング競馬中継と重なった場合は16:00 - 16:54）。
開始当初からメインパーソナリティーを務めていた大橋未歩は、2017年12月4日の退社を前に、同年9月29日放送分で降板。同年10月2日から2019年3月29日までは竹﨑由佳、2019年4月1日からは松丸友紀がメインパーソナリティーを担当している。2020年3月30日放送分からは松丸に代わり、池谷実悠（月・水曜日担当）、田中瞳（火・金曜日担当）、森香澄（木曜日担当）の同局アナウンサー3名が日替わりで担当することになった。
2020年12月25日をもって、田中瞳が降板。
2023年4月3日から番組開始以来初めてスタジオセットとタイトルロゴがリニューアルした。

## 出演者

### メインパーソナリティー
いずれもテレビ東京アナウンサー。
- 月・火曜日 - 倉野麻里（2024年4月1日 - ）
- 水・金曜日 - 狩野恵里（2022年4月6日 - [注 1]）
- 木曜日 - 繁田美貴（2022年4月7日 - ）

### 曜日別パーソナリティー
- 月曜日 - 薬丸裕英（2023年4月3日 - ）[9]
- 火曜日 - 上地雄輔（2017年4月4日 - ）
- 水曜日 - 長野博（2017年4月5日 - ）[注 2]
- 木曜日 - 小泉孝太郎（2023年4月6日 - ）[10]
- 金曜日 - 石塚英彦（ホンジャマカ、2023年4月7日 - ）[11]

### 曜日別ナレーター
- 月曜日 - 林高也（2017年4月3日 - ）
- 火曜日 - 藤原勝也（2017年4月4日 - ）
- 水曜日 - 村田陽子（2017年4月5日 - ）
- 木曜日 - 伊藤りな（2017年4月6日 - ）
- 金曜日 - 伊達淳彦（2017年4月7日 - ）

#### よじごじリポーター
- 荒木優里
- 市場里奈
- 大寺かおり
- 荻野仁美
- 菊竹桃香
- 佐藤美樹
- 白戸ゆめの
- 須貝茉彩
- 鈴木理香子
- 高野萌
- 竹中三佳
- 中島梓
- 中西希
- 早川茉希
- 安田さち
- 山田桃子
- 吉村優

### 過去の出演者
| 期間     | 期間      | 月曜日   | 火曜日   | 水曜日 | 木曜日     | 金曜日     |
| -------- | --------- | -------- | -------- | ------ | ---------- | ---------- |
| 2017.4.3 | 2023.3.31 | 石塚英彦 | 上地雄輔 | 長野博 | 薬丸裕英   | 小泉孝太郎 |
| 2023.4.3 | 現在      | 薬丸裕英 | 上地雄輔 | 長野博 | 小泉孝太郎 | 石塚英彦   |

| 期間                                                 | 期間       | 月曜日   | 火曜日   | 水曜日   | 木曜日   | 金曜日   |
| ---------------------------------------------------- | ---------- | -------- | -------- | -------- | -------- | -------- |
| 2017.4.3                                             | 2017.9.29  | 大橋未歩 | 大橋未歩 | 大橋未歩 | 大橋未歩 | 大橋未歩 |
| 2017.10.2                                            | 2019.3.29  | 竹﨑由佳 | 竹﨑由佳 | 竹﨑由佳 | 竹﨑由佳 | 竹﨑由佳 |
| 2019.4.1                                             | 2020.3.27  | 松丸友紀 | 松丸友紀 | 松丸友紀 | 松丸友紀 | 松丸友紀 |
| 2020.3.30                                            | 2020.12.25 | 池谷実悠 | 田中瞳   | 池谷実悠 | 森香澄   | 田中瞳   |
| 2021.1.4                                             | 2021.10.1  | 池谷実悠 | 森香澄   | 池谷実悠 | 森香澄   | 池谷実悠 |
| 2021.10.4                                            | 2022.4.1   | 冨田有紀 | 森香澄   | 池谷実悠 | 森香澄   | 池谷実悠 |
| 2022.4.4                                             | 2023.3.31  | 冨田有紀 | 冨田有紀 | 狩野恵里 | 繁田美貴 | 冨田有紀 |
| 2023.4.3                                             | 2024.3.29  | 福田典子 | 福田典子 | 狩野恵里 | 繁田美貴 | 福田典子 |
| 2024.4.1                                             | 現在       | 倉野麻里 | 倉野麻里 | 狩野恵里 | 繁田美貴 | 狩野恵里 |
| 特記事項: いずれも出演当時、テレビ東京アナウンサー。 |            |          |          |          |          |          |

## 主なコーナー
2024年5月現在
- 「よじごじジャパネット」（16:28頃～）

前述した通り、ジャパネットたかたのMCが同本社の長崎県佐世保市か支社のある東京都麻布のテレビスタジオから生放送で商品を紹介する。
なお石塚がMCを務める月曜日→金曜日には、石塚が商品の「前フリ」をする事が定番となっている。
- 「この後のゆうがたサテライト」（16:47頃～）

後続番組となる報道情報番組『ゆうがたサテライト』のキャスターが番組の放送内容1項目の予告を行う。以前はよじごじMCとクロストークも行っていた。
- 「陰陽師・橋本京明が占う 明日の誕生月別運勢」（16:48頃～）

陰陽師・橋本京明氏が占った明日の誕生月別の運勢占いをメインパーソナリティが伝える。ただ、一部週刊誌が橋本氏に関する記事を掲載したことを受け2024年5月10日放送回から当面の間休止。

### 過去のコーナー

#### 曜日共通コーナー
- ｢きょうのヒストリー写真館｣

2020年から開始したオープニングのコーナー。
- 「中継コーナー」

百貨店 、イベント会場、観光地などをテレビ東京のアナウンサー数名が日替わりでリポートする。
ただし、新型コロナウイルスの流行により、各イベントが中止・自粛になっている影響から2020年3月2日放送分からは当コーナーも休止となり、天気予報コーナーに差し替えられている。
- 天気予報 （16:46頃～）

関東地方各都県の明日・明後日の天気予報、関東南部(東京)・北部(前橋)の週間天気予報をメインパーソナリティが伝えていた。2023年4月以降は『ゆうがたサテライト』の関東ローカル部に移行。

#### 曜日別コーナー
- 月曜日「石ちゃんのワンハンドめし」

石塚が店を訪問し、その店の食品を紹介する。スタジオ出演者が試食した後、紹介した食品を「ワンハンドめし」に認定する。
- 火曜日「叫びのつぼ」

街頭の一般人に壺に向かって日ごろ思っている事を叫んでもらう企画。またスタジオでゲストにも叫んでもらう場合がある。
- 水曜日「発見!長野万博」

「石ちゃんのワンハンドめし」と同様に、長野が店を訪問し、その店の食品を紹介する。このコーナーでもスタジオ出演者が試食する。紹介する物は食品だけとは限らない。
- 木曜日「発見!薬○○(やくまるまる)の先に」

薬丸がおすすめの店やスポットを紹介する。
- 金曜日「小泉孝太郎の週末コレで呑みたい」

お通しがおいしい飲食店を紹介するコーナー。ミニドラマ形式で石井テルユキ演じるサラリーマンが毎回様々な飲食店を訪れてユニークなお通しのあるお店を紹介する。コーナー開始時のBGMはバラクーダの「日本全国酒飲み音頭」。

## エピソード
2019年8月7日に、衆議院議員の小泉進次郎とフリーアナウンサー（元共同テレビ）の滝川クリステルが結婚を発表した事に関して、小泉進次郎の兄であり当番組の金曜日のパーソナリティーである小泉孝太郎(以下、孝太郎)が急遽、当番組の放送終了後のスタジオで会見を行った。この日は水曜日で、孝太郎の出演日ではなかったが、孝太郎は、当時テレビ東京の金曜8時のドラマ『警視庁ゼロ係〜生活安全課なんでも相談室〜 SEASON4』に主演しており、テレビ東京内のスタジオでドラマ撮影を行っていた事からドラマの役柄の衣装（トマト柄のシャツ）のまま会見を行い、話題になった。
2022年7月8日午前には「安倍晋三銃撃事件」が発生し、各局が通常の番組を休止して報道特別番組を放送していたが、当番組は通常通り生放送を行った。また当番組内の通販コーナー「よじごじジャパネット」も通常通り放送を行ったが、コーナー冒頭でジャパネットたかたのMCがお断りのコメントを述べた上で放送を行った。

## 放送時間
| 放送期間     | 放送期間     | 放送時間（JST）           | 備考                                                                                      |
| ------------ | ------------ | ------------------------- | ----------------------------------------------------------------------------------------- |
| 2017年4月3日 | 2017年8月4日 | 月 - 金曜日 15:55 - 16:54 |                                                                                           |
| 2017年8月7日 | 現在         | 月 - 金曜日 15:40 - 16:54 | - 祝日と重なった場合は15:55 - 16:54。 - ウイニング競馬中継と重なった場合は16:00 - 16:54。 |

## 放送休止・変更等の備考
祝日や『ウイニング競馬 特別中継』放送に伴う時間短縮事例は除く。
- 2017年12月27日 - 29日、2018年1月1日 - 3日：年末年始特別編成のため休止。
- 2018年2月20日：「ピョンチャンオリンピック2018 カーリング女子予選リーグ・日本×イギリス」（13:35 - 17:00）を放送のため休止。
- 2018年12月26日：『年末スペシャル』として、21分拡大（15:40 - 17:15）して放送。
- 2018年12月27日・28日、12月31日 - 2019年1月3日：年末年始特別編成のため休止。
- 2019年10月14日：『ウイニング競馬 特別中継』（15:00 - 16:00）および「第28回寬仁親王牌・世界選手権記念トーナメント」（16:00 - 16:54）を放送のため休止。
- 2019年12月26日：『年末スペシャル』として、21分拡大（15:40 - 17:15）して放送。
- 2019年12月27日、12月30日 - 2020年1月3日：年末年始特別編成のため休止。
- 2020年1月6日：『ウイニング競馬』がこの日の15:00 - 16:00に臨時枠移動で放送された[注 10]ため、20分繰り下げ・短縮（16:00 - 16:54）。
- 2020年12月28日 - 2021年1月1日：年末年始特別編成のため休止。
- 2021年7月29日・8月4日：両日とも『東京2020オリンピック』（7:50 - 23:00[注 11]）を放送のため休止。なおこの番組には金曜日パーソナリティーの小泉がメインキャスターとして、2代目メインパーソナリティーの竹﨑が進行キャスターとしてそれぞれ出演。
- 2021年12月28日 - 12月31日、2022年1月3日：年末年始特別編成のため休止。
- 2022年2月17日：『北京2022オリンピック カーリング女子予選リーグ・日本×スイス』（15:00 - 18:10[注 12]）を放送のため休止。なおこの中継番組には金曜日パーソナリティーの小泉がメインキャスターとして、火・木曜日メインパーソナリティー(当時)の森が進行キャスターとしてそれぞれ出演。
- 2022年12月28日 - 12月30日、2023年1月2日・3日：年末年始特別編成のため休止。
- 2023年12月28日・29日、2024年1月1日 - 3日：年末年始特別編成のため休止。
- 2024年3月20日：15:30 - 22:24に『テレビ東京開局60周年特別企画 テレ東系「旅の日」7時間テレビ』を放送[注 13]のため、通常より2時間40分繰り上げ・14分短縮の13:00 - 14:00に臨時枠移動して放送。
- 2024年8月2日：『パリオリンピック2024 卓球女子シングルス準決勝「早田ひな VS 孫穎莎」ほか』を放送（16:45 - 翌0:40）のため、通常より9分短縮の15:40 - 16:45に放送。
- 2024年8月5日：『パリオリンピック2024 卓球女子団体1回戦「日本 VS ポーランド」ほか』を放送（16:35 - 翌0:40[注 14]）のため、通常より19分短縮の15:40 - 16:35に放送。
- 2024年8月7日：14:15 - 18:00に『パリオリンピック2024 陸上競歩混合リレー ほか』を放送のため、通常より2時間40分繰り上げ・1分拡大の13:00 - 14:15に臨時枠移動して放送。
- 2024年12月30日 - 2025年1月3日：年末年始特別編成のため休止。
- 2025年1月6日：『ウイニング競馬』がこの日の15:00 - 16:00に臨時枠移動で放送された[注 15]ため、20分繰り下げ・短縮（16:00 - 16:54）。

## スタッフ
- TD/カメラ：村上岳文、高村和隆、山岸慶太郎、鈴木智昭、千明裕史、石田和良、末永尚享、平本慎、徳織雅彦【日替り】
- カメラ：松原弘兼、池田浩之、風間誠、近藤慎司、藤本（岩田）茂樹、小張雄三、為末和寛、大八木滋、井上渉、高見澤美栄子、小島正也、松井光太郎、大川真人、長尾一輝、村山将太、多田正和、岡田航、津田翔太、高橋駿介、早瀬優香、羽太祐二、田村将哉、笠井俊和、田中晴規、妹川拡平、久保康祐、原田健人、加藤誠一、山田大介、伊田夏穂、小瀧敦也、水沼佑太、依田達也【日替り】
- VE：芹野昭義、百崎拓哉、佐藤建太、上田淳（敦）、持塚浩司、若林学、辻源之、黒髪克也、浦崎二奈、杉山博紀、宮前早智、湯浅直樹、畑中陶太、森隆太、永井貴也、佐原和彦、山岸弘隆、岩橋伸禎、川俣仁、早川友也、長山翔一、金野勝、葛西雅弘、高橋瑞希、荒井貴史、小出一貴、池田駿平、田中健二、佐藤賢、吉光雄斗、山崎秀文、西ヶ谷幸歩、伊藤拓也【日替り】
- 音声：下田由紀、小野文之、遠藤孝明、唐松秀弥、石川雄也、星川真視、長岡佳祐、後藤祐輔、三浦光太郎、芝崎素光、光山由貴子、門脇茂誠【日替り】
- 照明：土谷彩加、翁美希子、栗林智之、小堀雄大、宮尾淳一、井町成宏、加藤昭比古、和氣義幸、藤谷直之、高柴圭一、新井香澄、三浦弘、古川雅士、庄司鉄平、長治憲明、曽我秀樹、髙橋有貴、小池陽南子、永瀬政行、新谷初、大郷智広（也）、池田龍司【日替り】
- デザイン︰小谷恵（2024年4月-）
- 音効：藤井祥史、溝口真理、長倉美希、塩谷弘樹、水戸部謙介、伊藤沙那美、太田省吾【日替り】
- TK：井上奈美、梅村咲季、幅佐登美、飯島千恵【日替り】
- FD：原田桂次【日替り】
- AD：吉田頼、田李恩、佐野あさ美、藤井一真、加来将太、山根璃子、小杉葉月、山上美波、河野知佳、橋本直明、中川弓佳、垣永晶、小澤雄介、何薇婷、松尾豊、斎藤千明、塚本洋平、井上直樹、貝塚清香、小滝佳、髙橋智也、大久保滉一郎、相場萌、細川賀央、藤本翔弥、平尾春菜、吉田宣明、秋田築、本山優大、宮本亜依瑠、西村咲由梨、川崎幸洋、清水愛里、髙島優佳、小柳舞花、鐘ヶ江春奈、楊呈盼、黒田幸大、藤本恭平、原大祐、藤崎美幸、秋田翔吾、松本芽衣、鈴木麻央、日高美瑛、川越琢示、小川翔大、相馬有里、石田護、原口竜也、田原真綺、鎌倉孟司、工藤咲尋、橋場優香、内山桃華、須藤真由子、辻川美咲、田村要 ほか
- AP：田村麻美、城山亜衣子、水野あさみ（城山→以前はAD→制作進行→一時離脱）
- フードコーディネーター：NOMTOBASE
- 制作協力：フラジャイル、上-JOE-、BEE BRAIN、WHOLE MAN ほか
- ディレクター：田中秀樹、大室博一、前田夢有、川岸修、神保隼人、田中惇、熊谷真悟、木下太輔、藤原康正、柴崎久美子、安井紘侑、須山健太郎、大谷浩之、近藤翔太、秋葉裕二、境清吾、犬伏晋也、神林直人、黒原竜二、岸本拓、権田祐輔、大塚哉太、亀井優、今野将紀（権田～今野→共に以前はAD）、郷良孝太朗、内山幸仁、伊藤守男、菅野誠、笹田征一郎、滝川義子、関口豊、中山慎太朗、安田勝美、丸山将人、河津睦樹、中西ひかり、石塚学 ほか
- 構成：坂野真希、板垣悟司、西本満博、村上卓史、細村卓也、藤本裕、田中利明【日替り】
- 作家：なかじまはじめ（以前は構成）
- プロデューサー：伊藤宏之（2025年3月31日 - 、以前はAP）【毎週】/田岡伸介（田岡→以前は2019年7月 - 2020年3月頃まで火-金曜演出/ディレクター）、鈴木恵介（鈴木→以前は2018年4月9日 - 2020年3月頃まで演出、一時プロデューサーを担当した時期あり）、園部雄一郎、津田真里、川島裕二、服部裕子、中村肇、神山友和、丸山浩史、富田晶子、小村以織、祖山聡、沼田純一、小川泰祐（小村・祖山→以前はディレクター、沼田・小川→ディレクターの回あり）【日替り】
- チーフプロデューサー︰藤掛匡史（2025年4月1日 - ）
- 技術協力：テクノマックス
- 美術協力：テレビ東京アート
- 製作：テレビ東京、PROTX

### 過去のスタッフ
- カメラ：及川彩香、川越貴太、清水徹、飯国忠夫、吉田和雄、古田俊、穂之上秀男、川上朝広、小谷文人、滝瀬勝彦、片柳悠
- VE：細井昭宏、松本貴、玉山秀隆、堀内正彦、河井瑠奈、福田久二、佐久間元貴
- 音声：窪田佳光、臼本泰一、小熊英俊、本田宏文
- 照明：塚生崇、宮田和
- 美術：岡野真由子
- AP：田井利可子、三浦正幸、熊木美帆、信田枝里（信田→以前はAD→ディレクター）、豊田浩之、篠原一成、神林正美
- 演出：青山海太（以前は総合演出）
- スーパーバイザー：土方雄介
- プロデューサー：ローリバーバラ、竹島博幸、辻章太郎（辻→2019年7月 - 2020年12月、以前は2019年4月 - 6月頃まで演出）、井上貴司、金子新（金子→2023年7月-2025年3月）（共に毎週）、飛田岳紀、佐藤竜太（佐藤→以前は毎週担当、一時離脱→復帰）、我謝俊明（我謝→2020年8月 - ）
- チーフプロデューサー：武石英三